# 民法 (日本)
民法（みんぽう）のうち、本項では日本における「民法」と題する名をもつ法律（民法典または形式的意味の民法、明治29年法律第89号、英語: Civil Code）について述べる。主務官庁は法務省民事局である。
日本の民法にも実質的意味の民法と形式的意味の民法があり（民法参照）、一般私法を規律する法を総称して実質民法（「実質的意味の民法」）というが、これと区別する意味で形式民法（「民法典」または「形式的意味の民法」）とも呼ぶ。この両者については、一般私法を規律する法（私法の一般法）は民法典にのみ規定されているわけではない（#民事関連法参照）。一方で民法典（形式民法、形式的意味の民法）のほとんどの規定は実質民法（実質的意味の民法）と重なり合うが、民法37条8項の行政罰を定める規定のように、これに属さないものも含まれる。

## 概説
1896年（明治29年）、明治29年法律第89号により定められた民法第一編、第二編、第三編（総則、物権、債権）及び1898年（明治31年）6月21日の明治31年法律第9号により定められた民法第四編、第五編（親族、相続）で構成されており、また附属法令として6月15日、明治31年法律第11号民法施行法が公布され、全体が7月16日から施行された。これによりいくつかのそれまでの法規が廃止された。原案起草者は穂積陳重、富井政章、梅謙次郎の三名である。
この民法典は、社会情勢と価値観が大きく転換する明治維新の後に妥協的に成立したものであったため、民法典論争からの代表的な保守的論客であった穂積八束の影響を受けた教育界から日本古来の美風を害し、従来の家族制度を無視するものであると批判されていたが、それとは逆に、大審院をはじめとする法曹界においては戸主権の弊害が意識されていたため、1925年（大正14年）の「親族法改正要綱」「相続法改正要綱」に結実したように、戸主権の制限を加え、また女子の地位向上、男女平等を実現しようとする改正論が支配的な流れとなり、その後、日本国憲法の制定を機に、その精神に適合するように、法律上の家制度の廃止を中核として後2編を中心に根本的に改正された。
この時中心となったのが、起草委員を務めた奥野健一、我妻栄、中川善之助らであり、信義誠実の原則や権利濫用の法理もこの時明文化された（現行1条2項及び3項）。
上記のとおり、民法典は形式上は明治29年の法律と明治31年の法律の二つの法律から構成されているとみることもできたが、後者（親族、相続）は、前者と一体をなすもので実質は同一法典であるから、通常は、民法を引用するときは、明治31年法の第四編以下を当然に含む意味で民法（明治二十九年法律第八九号）と表記される（有力な反対説がある）。
また、民法施行法は両者を一体の法として扱っており、民法の条名も通し番号となっていることから、実質的には一つの法典と考えることも可能であり、さらに、口語化と保証制度の見直しを主な目的とした民法の一部を改正する法律（平成16年法律第147号）が2005年に施行されたことに伴い民法の目次の入換えがされ、入換後の目次が一体となっていることから、今後は一つの法典として理解することになる。
制定当時の民法と現在の民法は形式上は同じ法律であるが、家族法（身分法）についてはその内容に大きな変化が加えられているため、戦後の改正以前の民法（特に家族法）を「明治民法」と称することもある。

なお、

## 沿革

### 旧民法以前
日本では、中国式の法典である律令法の大宝令が8世紀初頭に成立して、民法の規定もその要部を占めていた。しかし、12世紀末に武家時代になってから、律令法はその効力を失い、広く一般社会に通用するまとまった形での民法典は存在しなかった。なお、戸令応分条（相続法）について述べた記述が江戸時代の国学者、村田春海の随筆『織錦舎随筆』にみられる。
そして、19世紀半ばに鎖国政策が崩壊した後、諸外国から不平等条約の改正の条件として、民法典の制定を求められたため、早急にこれを制定する必要を生じた。明治新政府の初代司法卿である江藤新平が、箕作麟祥に対して、フランス民法を「誤訳もまた妨げず、ただ速訳せよ」と命じたのは、このような事情を背景としている（敷写民法）。もっとも、むしろ江藤は国内法統一による富国強兵に重きを置いていたようである。特に外国人に適用されない家族法は不平等条約改正の必須条件ではないため、外国法を模倣する必要がないことは早くから認識されていた。
なお、明治民法が実際に制定されるまでも、民法の全分野につき多数の法令が出されていた。

### 旧民法
現行民法の叩き台となったのが、1890年（明治23年）4月21日と同年10月7日に公布され、民法典論争により施行延期となり、そのまま施行されずに終わった、ボアソナードらの起草に成る民法典、いわゆる旧民法と言われる『民法財産編・財産取得編・債権担保編・証拠編』（明治23年法律第28号）と『民法財産取得編・人事編』（明治23年法律第98号)である。
ただし、この旧民法においても、人事編及び財産取得編の相続・贈与・遺贈・夫婦財産契約に関する部分（いわゆる身分法又は家族法）は、特に日本固有の民情慣習を考慮する必要があるとの考えから、司法省民法編纂会議の磯部四郎及び熊野敏三ら日本人委員のみが起草した。したがって、旧民法草案が旧民法公布までの10年間の間にボアソナード自身、あるいは日本人委員の手によって手を加えられていることもあり、そのまま旧民法というわけではない。
この旧民法を起草に当たって主要な母体となった外国法が、当時ヨーロッパで評価の高かったフランス民法典である。
このフランス民法典は、フランス革命の産物ではあるが、全てが近代自然法説に貫かれたものではなく、パリを中心とする北部フランス共通慣習法を中核に、ローマ法と18世紀の自然法思想を加味して成立したものである。近代的所有権の確立や契約自由の原則を打ち出すなど近代財産法秩序の基本的枠組みを確立し、また、平等主義に基づいて家督相続制を採らず、男女平等を原則とするなど画期的な部分を多数有しつつも、ナポレオン法典制定時の世相を反映して、婚外子に対する差別的取り扱いや、婚姻時には男女不平等を徹底する等、後続のドイツ・スイス民法などと比べても、その家族法部分においては封建時代の残滓を有していた。
そこで、ボアソナードをはじめとする旧民法起草者たちは、フランス民法典を模範としつつも、その直輸入をよしとせず、独自の立場から当時のイタリア民法やオランダ民法、ベルギー民法草案等を参照してフランス民法典の欠点を修正し、可能な限り日本古来の慣習にも調和するよう試みた（模倣民法）。しかし、その努力も不十分であるとして、民法典論争が起きるのである。
なお、施行されないまま廃止された当時の法律には他に『法例』（明治23年法律第97号）がある。

### 現行民法
日本民法が仏法または独法の模倣だという説は施行直後からあったが、条文を見ない者の言うことだと批判されている（梅）。戦後の知識人によっても西洋の表面的な模倣に過ぎないと主張されたが、戦後民主主義を信奉する立場から戦前の全否定に奔ったもので、そのまま受け入れることはできないと批判されている。

#### 家族法
民法典論争時における「民法出デテ忠孝亡ブ」という旧民法反対派の穂積八束の宣伝文句があまりに有名なために、あたかも旧民法が全面的に個人主義・自由主義を徹底したもので、対して明治民法が家族主義を徹底した保守的・反動的性格かのごとく説明されることがあるが、そうではなく、旧民法における家族法（身分法）部分は、民法典論争で激しく争われた割には、元々公布正文が日本の旧慣習にある程度配慮したものだったため、根本的修正無く明治民法に継承されたとするのが通説的理解である。
これに対し、明治民法は戸主権を強化し、個人主義的な旧民法の家族法部分を半封建的に修正したものであるとの理解が一時支配的であったが、旧民法と明治民法が大差ないことを説明できず、実証的な根拠が無いと批判されている。
外国法の法理は、明治民法においては旧民法以来日本独自の固有法が多いために、家族法の解釈において主要な参考資料にならないと説明されていた。明治民法の大きな特徴であった戸主権・家督相続制は独民法には存在しないので無関係である。
もっとも、日本独自の家制度が除去された戦後の改正民法は大陸法の発展である。特に相続法につき、専門用語や技術的な規定を通して、旧民法以来のフランス法の影響が強調される。
刑事訴訟法や憲法と異なり、立法におけるGHQからの積極的干渉及びアメリカ法の影響は否定されている。

#### 財産法
現行の日本民法典の財産法部分については、日本法独自の部分を有しながらも基本的にはフランス民法典の延長線上にあった旧民法と異なり、比較法の手法により膨大な外国法典、草案、法令等を参照・取捨選択して立案されたと評価されており（参酌民法）、その中でも特にヴィントシャイトを中心にローマ法を再構成して起草されたドイツ民法第一議会草案に多くを依拠しているとするのが伝統的通説である。
ただし、物権法の分野に限っては、日本独自の法慣習や社会的実態を考慮すべきことから他分野に比べ影響が相対的に低くなっている（特に不動産物権変動）。が、土地法分野は、旧民法からの離脱が最も顕著な分野の一つでもある。
このドイツ民法第一草案は、19世紀ヨーロッパの法律思想である個人主義的自由主義の集大成であり、自然法論にも歴史法学にも偏することなく、民族を問わず適用されるローマ法の万民法を抽象化したもので、世界各国の立法・判例・学説に多大な影響を与えた完成度の高いものであった。
しかし、その自由主義と政治的中立性の故に、社会的弱者への積極的救済が社会政策に丸投げの嫌いがあり、またそのローマ法的・個人主義的性格は、農村由来の団体主義を基本とするゲルマン法との抵触が問題となり、更に、学問的抽象性の高さは実務的な運用性に長ける分、法律の素人には難解であった。ギールケらによる批判を受けて修正されたが根本的修正には至らずドイツ民法典として成立している。
民法典論争を経て成立した明治民法（特に財産法）もそれらの性質を継承しているため、批判の対象になっている。
なおドイツ固有のゲルマン法の影響が拡大した第二草案は起草の途中から参照している。特に即時取得の制度にゲルマン法の影響が見られる。
日本民法起草にあたって参照された他のドイツ法系の法典・草案としては、ザクセン、プロイセン、スイス（連邦法・州法）、オーストリア、モンテネグロなどがあり、他方、フランス法系ではフランス・イタリア・スペイン・ベルギー・オランダ・ポルトガルなど、英米法系ではインドやイギリス・アメリカ法など、そのほかにもロシア民法などが挙げられており、この内特に有益であったものとして、ドイツ・スイス・モンテネグロ・スペインが梅によって挙げられている。
それらの影響の比率については、明治時代の民法学者岡松参太郎は、当時の立法過程を分析した結果、独6、仏3、英0.2、日本慣習0.8であると指摘していた。
なお英米法に由来するものとしては、ウルトラ・ヴィーレスの法理を規定した民法34条（法人の能力）や、Hadley v. Baxendale事件の判決で表明されたルールを継受した民法416条（損害賠償の範囲）等がある。起草者の穂積が当初イギリスに留学したことの影響と推測されているが、梅の担当部分にも僅かに英法の影響が見られるほか、大陸法系の民法中特に条文数が少なく、必要最低限しか書かずに多くを判例に委ねる規定の仕方自体、判例法国である英米法の考え方を一部採りいれたと理解されている。
この法典継受を受けて、実務・学説は外国法学、特にドイツ法学から多くを学んで解釈運用に生かすことに努め（学説継受）、特に明治・大正時代にはその傾向が顕著であった。代表的論者として川名兼四郎・石坂音四郎・鳩山秀夫らがいる。
大正時代から昭和にかけては、末弘厳太郎によるドイツ法学文献偏重への批判を考慮し、社会学的手法を導入して従前の学説を集大成し、日本民法学における第一人者と目される我妻栄も、ドイツ民法学の大きな影響を受けていた。
これに対し、明治民法の制定が旧民法の「修正」形式をとったことと、起草者の一人である梅謙次郎が「独逸法と少なくも同じ位の程度に於ては仏蘭西民法又は其仏蘭西民法から出でたる所の他の法典及び之に関する学説、裁判例といふものが参考になって出来たものであります」（梅謙次郎「開会の辞及ひ仏国民法編纂の沿革」仏蘭西民法百年紀念論集3頁）と述べているのを直接の根拠として、日本民法典は、構成についてはドイツ民法典の構成に準じた構成がされているが、内容についてはむしろフランス民法典を少なくとも半分以上ベースとして構築されていると星野英一によって主張され、ドイツ法学の影響を受けた判例・通説を批判的に再検討しようとする動きが学会の有力な潮流となり、内田貴により立法論としても展開された（後述）。
これに対しては、上記梅発言をもってフランス民法典が最も主要な母法とするのは論理の飛躍である、現に、最もフランス民法寄りと評される梅自身すらも、民法典起草に当たってはフランス民法典ではなくドイツ民法草案を最も重要な範に採ったことを公式に明言し、ドイツ法学から学んで日本民法解釈論に生かすべきことを強調しており、他の起草当事者も同旨を延べていることが無視されており（仁井田益太郎の項参照）、フランス法の過度の強調ではないか、そもそも独・仏・英米法学はたがいに隔絶したものではなく、いずれもローマ法に淵源を持ち、相互に影響を与えながら発展してきたものであるから、ドイツ法学を排撃してフランス法学に傾倒する根拠を欠いている等の批判がされている。
なお、明治民法中フランス民法は714回(59.6%)、イタリア民法は695回(58.1%)、スペイン民法は649回(54.2%)、ベルギー民法は638回(53.3%)参照されるなど、確かに日本民法はその過半数においてフランス法系の民法が参照されている。しかし、ドイツ民法草案は790回参照されており（66.6%）、単純に外国法の参照数のみからいう限り、日本民法に最も影響を与えたのはドイツ民法であるとの研究がある。
いずれにせよ、日本民法は、特定の母法のみに基づくというよりも、日本民法をして真に日本人自身の民法たらしめることが肝要であると説かれている。
このようにしてアジア諸国で最も早くに成立した日本民法典は、その後、植民地支配や法整備支援を通じて他のアジア諸国の民法にも影響を与えている。なお、タイ民商法典は、その起草者によれば、日本民法典はドイツ民法を基本的に継承したものであるとの理解の下、日本人の手を一切介することなく、自発的に日本民法典を範にして成立したものであると証言されている。

## 構成
日本の民法典の編成は、パンデクテン方式を採用している。本則は第1条から第1050条で構成される。
フランス民法及び旧民法は親族編に相当する人事編を冒頭に置くのに対し、近代個人主義的観点から、各人の身分関係に基づく権利変動よりも、その意思に基づく契約による権利変動を中心に据えるべきとの考えから、ザクセン民法典及びドイツ民法草案に倣い、親続編を相続編と共に財産に関する部分の後に配列した。このため、講学上は第1〜3編（総則、物権、債権）を財産法又は契約法、第4、5編（親族、相続）を身分法又は家族法と呼ぶ。

### 財産法の構成
財産法が対象とする法律関係に関するルールは、所有関係に関するルール（所有権に関する法）、契約関係に関するルール（契約法）、侵害関係に関するルール（不法行為法）に分けられる。このうち後2者を統合して、特定の者が別の特定の者に対し一定の給付を求めることができる地位を債権として抽象化し、残りについて、物を直接に支配する権利、すなわち特定の者が全ての者に対して主張できる地位である物権という概念で把握する構成が採用されている。
そして、債権として抽象化された地位・権利に関しては、債権の発生原因として契約法にも不法行為法にも該当しないものがあるため、そのような法律関係に関する概念が別途立てられる（事務管理、不当利得）。物権に関しても、所有権を物権として抽象化したことに伴い、所有権として把握される権能の一部を内容とする権利に関する規定も必要になる（用益物権・担保物権）。また、物権と債権に共通するルールも存在する（民法総則）。
このような点から、財産法は以下のように構成されている。
- 第1編 総則
  - 第1章 通則
  - 第2章 人
  - 第3章 法人
  - 第4章 物
  - 第5章 法律行為
  - 第6章 期間の計算
  - 第7章 時効
- 第2編 物権（物権法）
  - 第1章 総則
  - 第2章 占有権
  - 第3章 所有権
  - 第4章 地上権
  - 第5章 永小作権
  - 第6章 地役権
  - 第7章 留置権
  - 第8章 先取特権
  - 第9章 質権
  - 第10章 抵当権
- 第3編 債権
  - 第1章 総則
    - 債権の目的 - 債権の効力 - 多数当事者の債権及び債務 - 債権の譲渡 - 債務の引受け - 債権の消滅

  - 第2章 契約（契約法）
    - 総則 - 贈与 - 売買 - 交換 - 消費貸借 - 使用貸借 - 賃貸借 - 雇用 - 請負 - 委任 - 寄託 - 組合 - 終身定期金 - 和解

  - 第3章 事務管理
  - 第4章 不当利得
  - 第5章 不法行為

### 家族法の構成
家族法のうち、親族関係に関するルール（親族法）は、夫婦関係を規律するルール（婚姻法）、親子関係を規律するルール（親子法）がまず切り分けられるが、その他の親族関係についても扶養義務を中心としたルールが必要となる。また、親権に関するルールは親子法に含まれるが、編成上は親子法から切り分けられて規定されている。これは成年後見制度と一括して制限行為能力者に対する監督に関するルールとして把握することによるものと考えられる。
相続法については、主として相続人に関するルール、相続財産に関するルール、相続財産の分割に関するルール、相続財産の清算に関するルールに分けられる。その他、遺言に関して、遺言の内容が必ずしも相続に関することを含まないこともあり、いわゆる遺言法を相続法と区別する立法もあるが、日本では相続法に含めて立法化しており、それに伴い相続による生活保障と遺言との調整の観点から、遺留分に関するルールを置いている。もっとも、これらを通じた規定について総則にまとめる方式が採用されていることもある。
このような点から、家族法は以下のように構成されている。
- 第4編 親族（親族法）
  - 第1章 総則
  - 第2章 婚姻
    - 婚姻の成立 - 婚姻の効力 - 夫婦財産制 - 離婚

  - 第3章 親子
    - 実子 - 養子

  - 第4章 親権
  - 第5章 後見
  - 第6章 保佐及び補助
    - （制限行為能力者の監督に関する制度）

  - 第7章 扶養
- 第5編 相続（相続法）
  - 第1章 総則
  - 第2章 相続人
  - 第3章 相続の効力
  - 第4章 相続の承認及び放棄
  - 第5章 財産分離
  - 第6章 相続人の不存在
  - 第7章 遺言
  - 第8章 配偶者の居住の権利
  - 第9章 遺留分
  - 第10章 特別の寄与

## 民法（債権法）改正
旧民法は、定義や例示など説明的な規定が多く冗長・煩雑であり、かえって一字一句に疑問を生じ、そのような「錯雑した講義録体の法典」は学問を拘束してその進歩をも妨げるおそれも強く、社会の変化にも迅速に対応できないとして批判されたため、日本民法典はフランス法系の編成を排してドイツ法系のパンデクテン方式を採用し、要点のみを簡明に示して朝令暮改の弊を防ぐと共に、判例・学説の発展に期待して、法律家の学理的解釈に委ねる起草方針で編纂されている。
これに対し、内田貴は法治国家（法治主義）の理念から、一般人への説明的な規定が必要であるとして、旧民法の起草方針を是とする旨主張している。一方、現行民法の起草者穂積陳重は、むしろ「法文を簡明にするは、法治主義の基本なり」「全く通俗の文辞を以て法典を起草する時は、或は之が為に法典を浩澣ならしめ、或は、通俗語の意義漠然たるが為に、疑惑を生じ、争訟を醸す等の虞なしとせず」と指摘しており、法の不備を認め、将来における民法改正の必要をこそ認めるものの、母法たるドイツ法学の影響から学理的解釈、特に体系的な論理解釈を重視する起草者らと、ドイツ法学への反発を出発点に、個別的な文理解釈、ひいては立法的解釈を重視する内田貴らとで、基本的な立場の相違がある。
ここにおいて、事務局長・内田貴を中心とする民法（債権法）改正検討委員会は、第3編第1章及び第2章を主たる対象とした改正について議論を進め、2009年3月には改正試案の取りまとめと理由書を公表するに至ったが、その目的・手法・内容について、学会、法曹、財界から強い異論が出されている。
また、加藤雅信を中心とする民法改正研究会も、急激な変革に伴う法律実務の混乱が国民生活に不利益をもたらすなど、債権法改正委員会に批判的な立場をとりつつ、不法行為法や物権法の改正をも含めた民法改正の提言を行なっている。
このような中、2011年（平成23年）12月24日に閣議決定された「日本再生の基本戦略」は、当面重点的に取り組む施策として、「経済のグローバル化等を踏まえた民法（債権関係）改正」を挙げ、「国際的にも透明性の高い契約ルールの整備を図るため、経済のグローバル化等を踏まえ、2013年初めまでに民法改正の中間試案をまとめる。」とした。経済のグローバル化に伴って、契約に関するルールを国境を越えて標準化する動きが主に欧米で加速しているが、この点も民法（債権法）改正を必要とする主要な論拠とされる。
なお、日本再生の基本戦略では、開発途上国に対する「法制度整備支援の推進」も重点的に取り組む施策の1つに掲げられているが、法制度整備支援にも日本法と諸外国の法制度及び運用に親和性を持たせる効果があると指摘されている。
2013年（平成25年）2月26日に、法制審議会の民法（債権法）関係部会が「民法（債権関係）の改正に関する中間試案」を決定し、同年4月16日から6月17日までパブリックコメントの手続を実施した。これらを踏まえて、同部会は2014年（平成26年）8月26日に「民法（債権関係）の改正に関する要綱仮案」を決定した。
この「民法（債権関係）の改正に関する要綱仮案」においては、従前議論されていたような英米法の契約法理の全面的法文化というような、根本的改正の方向性は大きく後退し、判例の法文化や時効・保証・約款契約制度等の改革、敷金関係の規定の新設等の民法の部分的修正にシフトを移したが、改正案では現行法よりもわかりにくくなっており、裁判及びビジネスの予測可能性の基礎を破壊するおそれがある、約款製作者に有利に過ぎ一般消費者保護が現行法よりも後退する、公正証書の作成に楽観的に過ぎ、かつての商工ファンドのように保証人が窮地に追いやられてしまう危険性が高い、そもそも債権法だけを切り出して改正する理由が不明である、改正作業が法務省の利権争いの為の道具となっているのではないか等、なお多くの批判がある。
この要綱仮案を踏まえて、同部会は審議を行い、2015年（平成27年）2月10日に「民法（債権関係）の改正に関する要綱案」を決定し、同月24日の法制審議会の総会で法務大臣に答申することに決定した。
法務省は、要綱案を基にして「民法の一部を改正する法律案」と「民法の一部を改正する法律の施行に伴う関係法律の整備等に関する法律案」を作成し、2015年（平成27年）3月31日に第189回国会へ提出したが、第191回国会まで一度も審議されることなく継続審議となった。2016年（平成28年）の第192回国会では、衆議院法務委員会で審議が行われた。
2017年（平成29年）5月26日、第193回国会の参議院本会議の可決により改正民法が成立した。2020年（令和2年）4月1日に施行された（一部分割施行あり）。

## 民法（相続法）改正
高齢化の進展などによる遺産相続の増加を踏まえ、配偶者の遺産の取り分の拡大・遺産相続により自宅からの退去を余儀なくされる問題の解決を図るため、2018年（平成30年）7月13日に民法（相続法）の改正を主な内容とした民法及び家事事件手続法の一部を改正する法律（平成30年法律第72号）が公布され、附則第1条の規定により公布された日から起算して1年を超えない範囲内で政令で定める日から施行されると規定され、2019年7月1日に施行された。ただし、自筆証書遺言の方式の緩和は、附則第1条第2号の規定により公布の日から起算して6月を経過した日から施行されると規定され、2019年1月13日に施行された。また、配偶者居住権と配偶者短期居住権の規定は、附則第1条第4号の規定により公布された日から起算して2年を超えない範囲内で政令で定める日から施行されると規定され、2020年4月1日に施行された。
主な改正内容は次のとおり。
- 相続が開始した場合における配偶者の居住の権利の新設。これは、配偶者居住権と配偶者短期居住権の2種類があり、いずれも被相続人の財産に属した建物に、配偶者が相続開始の時に居住していた場合に発生する。配偶者居住権は、遺産分割又は遺贈により発生し原則として終身である。配偶者短期居住権は、それ以外の場合で6月である。
- 遺産分割前における預貯金債権の行使に関する規定の新設。これは遺産分割前でも遺産に属する預貯金の3分の1に法定相続の率を乗じた額までは単独で引き出しを可能にするもの。
- 自筆証書遺言の方式の緩和。これは遺言の添付する目録については自筆であることを要しないとするもの。
- 遺留分の減殺請求権の金銭債権化。これは遺留分の減殺請求は、金銭の支払いを求める権利であるとするもの。

## 民法（成人年齢）改正
2018年（平成30年）6月13日、民法の成年年齢を20歳から18歳に引き下げること等を内容とする民法の改正が成立し、民法の一部を改正する法律（平成30年法律第59号）として公布された。成年年齢の見直しは、明治9年の太政官布告以来、約140年ぶりであり、18歳、19歳の若者が自らの判断によって人生を選択することができる環境を整備するとともに、その積極的な社会参加を促し，社会を活力あるものにする意義を有するものとされている。また、女性の婚姻開始年齢は16歳と定められており、18歳とされる男性の婚姻開始年齢と異なっていたが、今回の改正では、女性の婚姻年齢を18歳に引き上げ、男女の婚姻開始年齢が統一される。成人年齢の引き下げと婚姻年齢の引き上げにより、未成年の婚姻がなくなるため、未成年の婚姻についての父母の同意は廃止される。このほか、年齢要件を定める他の法令については、必要に応じて18歳に引き下げるなどの改正が行われる。この改正は、2022年（令和4年）4月1日から施行され、その時点で18歳及び19歳の者はその日に成人となる（改正法附則第2条第2項）。またその日に16歳及び17歳の女性は婚姻年齢の引き上げにかかわらず婚姻できる。この場合は18歳となり成人になるまではなお父母の同意が必要になる（改正法附則第3条第2項、第3項）。

## 民法に関する法体系
一般私法を規律する法を総称して実質民法（「実質的意味の民法」）、「民法」と題する法律を形式民法（「民法典」または「形式的意味の民法」）という。民法典の中に若干異質な規定（例えば84条の3・1005条のような罰則規定）があること、および、民法典以外にも民法典中の規定と等質ないし極めて近接した性格の事柄を規律対象とする法規範が存在することから、このような区別が行われる。
この場合、「市民生活における市民相互の関係（財産関係、家族関係）を規律する法」として、民法典の諸規定に加え、不動産登記法・戸籍法などの諸法もここでいう「実質的意義の民法」に含まれるものとされる。
ただし、いかなる特別法がこの「民法」に含まれるのか、必ずしも明確な基準があるわけではなく、学者によりその説く範囲は異なっている。そのため、この概念区分の実益に疑問が呈されることもあるが、慣習法・判例法・条理をその範囲に加えることに意義があるとも指摘されている。

### 民事関連法
民法典が想定する登録制度について定めた法律として不動産登記法、戸籍法、後見登記等に関する法律などがある。そして、特定の法律関係に関する民法典の特別法として借地借家法、商法、各種の労働法、割賦販売法などがある。

### 民事実体法
民法典は民事実体法である。この民法典やその特別法に規定する権利を実現するための民事手続法として民事訴訟法、人事訴訟法、家事事件手続法、民事執行法、民事保全法、各種の倒産法などがある。

### 民法施行法
民法施行法（明治31年法律第11号）は日本の法律である。1898年（明治31年）7月16日（民法施行日）に施行された。主に、民法施行以前の法令、施行以前から存在する権利・義務、施行前に行われた手続等の取扱いについて定めているが、証書の確定日付の規定のような民法施行後に行われた行為に関連する規定も含まれている。